# Ricky Gervais
Ricky Dene Gervais (Reading, Berkshire, Engeland, 25 juni 1961) is een Brits komiek, acteur en schrijver.
Samen met Stephen Merchant schreef en speelde hij mee in de televisieseries The Office en Extras. Hiervoor ontving hij verschillende prijzen.
Gervais is, samen met Stephen Merchant en Karl Pilkington, maker van drie podcastseries onder de naam The Ricky Gervais Show. Deze uitzendingen bezorgden hen een recordaantal luisteraars en zo een plaats in het Guinness Book of Records.
Gervais schreef en toerde met enkele onemanshows, waaronder Animals en Politics. Zijn voorlaatste liveshow, Fame, vond plaats in januari 2007 en was binnen 45 minuten uitverkocht. Hij schreef één aflevering van The Simpsons, waarin hij zelf ook een rol kreeg.
Zijn laatste show is getiteld Science. De tour bevatte elf data. De voorstelling in The Scottish Exhibition and Conference Centre in het Schotse Glasgow werd vastgelegd en verscheen in november 2010 op dvd.
Gervais heeft een rol (als zichzelf) in het computerspel Grand Theft Auto IV, waarin hij te zien is als de protagonist van het spel een comedyclub binnenloopt. In het elfde deel van de GTA-reeks zijn stukken te zien van zijn voorstelling Fame.
Gervais omschrijft zichzelf als atheïst. Hij benadert godsdiensten, waaronder vooral het christendom en de islam, zeer kritisch. Hij is een aanhanger van de evolutietheorie en vindt de creationistische denkwijze naar eigen zeggen belachelijk. 
In Melissa & Joey, een programma van Comedy Central, wordt Ricky Gervais beschouwd als de grappigste man in de wereld. In 2025 kreeg Gervais een ster op de Hollywood Walk of Fame.

## Filmografie
- Comedy Lab Televisieserie – Clive Meadows (Afl., Golden Years, 1999)
- Spaced Televisieserie – Dave (Afl., Dissolution, 2001)
- Dog Eat Dog (2001) – Uitsmijter
- Legend of the Lost Tribe (Televisiefilm, 2002) – Pinguïn (Stem)
- The Office Televisieserie – David Brent (14 afl., 2001-2003)
- Alias Televisieserie – Daniel Ryan (Afl., Facade, 2004)
- Valiant (2005) – Bugsy (Stem)
- The Simpsons Televisieserie – Charles (Afl., Homer Simpson, This Is Your Wife, 2006, stem)
- For Your Consideration (2006) – Martin Gibb
- Scarface: The World Is Yours (Computerspel, 2006) – Engelsman (Stem)
- Night at the Museum (2006) – Dr. McPhee
- Stardust (2007) – Ferdy the Fence
- Extras Televisieserie – Andy Millman (13 afl., 2005-2007)
- Ghost Town (2008) – Dr. Pincus
- Night at the Museum: Battle of the Smithsonian (2009) – Dr. McPhee
- The Invention of Lying (2009) – Mark Bellison
- An Idiot Abroad (2010-2012) – zichzelf
- Cemetery Junction (2010) - Len Taylor
- Louie (Amerikaanse televisieserie, 2010) – Dr. Ben (2 afl., gastrol)
- The Simpsons Televisieserie – zichzelf (Afl., Angry Dad: The Movie, 2011, stem)
- Life's Too Short Televisieserie – Ricky Gervais (7 afl., 2011)
- Spy Kids 4: All the Time in the World (2011) – Argonaut de hond (Stem)
- Family Guy Televisieserie – Billy Finn (Afl., Be Careful What You Wish Four, 2012, stem)
- Derek Televisieserie – Derek Noakes (14 afl., 2012-2014)
- Muppets Most Wanted (2014) – Dominic Badguy
- Night at the Museum: Secret of the Tomb (2014) – Dr. McPhee
- Galavant Televisieserie – Xanax (Afl. Dungeons and Dragon Lady, 2015)
- The Little Prince (2015) – The Concelted Man (stem)
- David Brent: Life on the Road (2016) – David Brent
- After Life Televisieserie – Tony (18 afl., 2019)